# الديوان الوطني لحقوق المؤلف والحقوق المجاورة
الديوان الوطني لحقوق المؤلف والحقوق المجاورة (ONDA) هي مؤسسة عمومية جزائرية ذات طابع صناعي وتجاري، تتمتع بالاستقلالية المالية وهو تحت وصاية وزارة الثقافة، تأسست في عام 1973. تتمثل مهمتها الرئيسية في حماية المصالح المعنوية والمادية للمؤلفين أو خلفائهم وأصحاب الحقوق المجاورة.
تعتبر ONDA  أول مؤسسة إفريقية لحماية حق المؤلف.

## المنشأ
تم إنشاء الديوان الوطني لحقوق المؤلف والحقوق المجاورة بموجب الامر رقم 73-46 الصادرة في 29 جويلية 1973 وتم إعادة النظر في هياكله وفقا للمرسوم التنفيذي 98-366 الصادر في نوفمبر 1998 ثم بالمرسوم رقم 05-356 الصادر في 21 سبتمبر 2005.

## صلاحيات
وفقا للمادة 5 من قانون حق المؤلف الجزائري، الديوان مسؤول عن 5 مهام رئيسية:
- ضمان حماية كل الابداعات الادبية الفنية وكل الخدمات الفنية المنجزة بالجزائر وكذا الحقوق المعنوية والتراثية لأصحابها.
- ضمان التسيير الجماعي لكل حقوق المؤلفين الاعضاء وذوي الحقوق المجاورة.
- منح مساعدات للشباب المبدعين في المجال الادبي والفني بهدف ترقية الثقافة.
- ضمان حماية التراث الثقافي اللامادي.
- ضمان حماية اجتماعية للمؤلفين والفنانين الاعضاء.

المؤلفات المحمية التي لها علاقة مع المؤسسة:
1. برامج الكمبيوتر
2. قاعدة المعلومات
3. المؤلفات السمعية البصرية

## مقالات ذات صلة
- سينما جزائرية
- ثقافة جزائرية
- سلطة ضبط السمعي البصري